# Marta Wiecka
Marta Wiecka (właśc. Marta Anna Wiecka; herbu Wiecki; ur. 12 stycznia 1874 w Nowym Wiecu, zm. 30 maja 1904 w Śniatyniu, obecnie Ukraina) – polska zakonnica w Zgromadzeniu Sióstr Miłosierdzia św. Wincentego à Paulo (szarytek) oraz błogosławiona Kościoła katolickiego.

## Życiorys

### Lata dzieciństwa i młodości
Urodziła się 12 stycznia 1874 w Nowym Wiecu na Pomorzu, w rodzinie wielodzietnej (trzynaścioro dzieci, z których troje zmarło w dzieciństwie) jako trzecie dziecko właściciela ziemskiego Marcelego Wieckiego herbu Wiecki i Pauliny z domu Kamrowskiej. Rodzina posiadała duże gospodarstwo rolne. Sześć dni później (18 stycznia) została ochrzczona w filialnym kościele św. Andrzeja w Szczodrowie przez wikariusza Józefa Larischa jako Marta Anna z udziałem rodziców chrzestnych Franciszka i Barbary Kamrowskich (rodziców jej matki). Religijna atmosfera domu rodzinnego była inspiracją do pogłębienia przez nią prawd wiary oraz uwrażliwienia na ludzi potrzebujących pomocy. W pokoju przeznaczonym na wspólną modlitwę, rodzice uformowali ołtarz domowy z figurą Matki Bożej, przed którą cała rodzina codziennie wieczorem zbierała się na wspólny pacierz i różaniec. Mając dwa lata ciężko zachorowała. W obliczu grożącej śmierci – przypuszcza się – że została ocalona, przez modlitwę rodziców w kościele pw. Narodzenia Najświętszej Maryi Panny w Piasecznie i znajdującym się tam obrazem Matki Bożej.
W siódmym roku życia zaczęła uczęszczać do niemieckojęzycznej szkoły ludowej (okres zaborów) w Nowym Wiecu. Jako dwunastolatka poświęciła się pielęgnowaniu zaszczepionej w domu rodzinnym wiary (wstawała o godz. 5:00, uczestniczyła codziennie we mszy świętej, pokonując przy tym pieszo około jedenastokilometrową drogę do kościoła parafialnego św. Michała Archanioła w Skarszewach, gdzie następnie dwa razy w tygodniu pobierała lekcje religii). Najstarsza z jej rodzeństwa, Franciszka kontynuowała naukę i przebywała w internacie Sióstr elżbietanek w Kościerzynie. Większość obowiązków domowych w późniejszych latach spadła na nią oraz jej starszą siostrę Barbarę. Będąc młodą dziewczyną otrzymała od swojego wuja Dionizego Wieckiego figurę św. Jana Nepomucena, którą rodzice umieścili na cokole w przydomowym ogrodzie (tuż obok biegnącej drogi), a którą poświęcił uroczyście proboszcz Otto Reiske. Odtąd ten święty stał się jej modlitewnym powiernikiem i patronem. 3  października 1886 przystąpiła do pierwszej Komunii świętej w kościele w Skarszewach. 

### Powołanie zakonne
W wieku piętnastu lat zdecydowała się pod wpływem przeżyć duchowych na wybór drogi życia konsekrowanego, prosząc listownie swojego spowiednika ks. Mariana Dąbrowskiego, by jako kapelan, wstawił się za nią u sióstr miłosierdzia w Chełmnie, by zechciały ją przyjąć. Rok później przekonała rektora Seminarium Duchownego w Pelplinie, aby przyjął jej brata Jana w szeregi alumnów, mimo przepełnienia i wielu chętnych. Z uwagi na młody wiek prośba jej o przyjęcie do szarytek nie została spełniona. Wkrótce ponowiła starania, pisząc kolejny list, na który siostry odpowiedziały zaproszeniem ją na okres Bożego Narodzenia do klasztoru, gdzie poznała życie wspólnotowe. Na kilka miesięcy przed wstąpieniem do zakonu dowiedziała się, że jej koleżanka, Monika Gdaniec także chce zostać siostrą miłosierdzia. Napisała więc prośbę do sióstr z Chełmna, ale otrzymała odpowiedź  odmowną ze względu na brak miejsc w postulacie.
W tej sytuacji, w trosce o dar powołania napisała kolejną prośbę, tym razem do Krakowskiej Prowincji Sióstr Miłosierdzia, gdzie została ostatecznie przyjęta wraz z Moniką Gdaniec, 26 kwietnia 1892 do klasztoru przy ul. Warszawskiej 8 w Krakowie. W okresie od 26 kwietnia do 11 sierpnia 1892 odbyła tam postulat, a następnie od 12 sierpnia tegoż roku przez osiem miesięcy nowicjat, tzw. „seminarium”. W Zgromadzeniu Sióstr Miłosierdzia jest zwyczaj, że w dniu zakończenia formacji, siostry zapisują w specjalnej księdze swoje myśli. W księdze tej zapisała ona wówczas:

W chwili, gdy usłyszałam te słowa, że mam przyoblec się w sukienkę Córek Miłosierdzia, pomyślałam sobie, że Bóg spełnił moje pragnienia, o których marzyłam od mojej młodości i uczułam w mym sercu radość wraz z wdzięcznością i miłością ku Bogu, który mnie niegodną raczył obdarzyć tak wielką łaską, iż przy Jego pomocy będę miała szczęście pracować w zgromadzeniu dla Jego chwały i pożytku bliźnich. Prosiłam Ducha Świętego, aby raczył mnie obdarzyć skupieniem, darem modlitwy i gorliwością w obowiązkach, które mi będą powierzone.

W tym okresie jej autorytetem i wzorem do naśladowania stała się s. Joanna Dalmagne, żyjąca w XVII w., zmarła w wieku zaledwie 33 lat. Jej sposób życia, praktyka cnót chrześcijańskich i zakonnych oraz wierność duchowi św. Wincentego à Paulo stała się inspiracją do pracy nad sobą. 
21 kwietnia 1893 otrzymała habit siostry miłosierdzia, rozpoczynając posługę pielęgnowania chorych. Jej pierwszą placówką był Szpital Powszechny we Lwowie tzw. Pijary na około 1000 łóżek, gdzie posługiwało około 50 sióstr miłosierdzia. Po półtorarocznym pobycie we Lwowie, 15 listopada 1894 została przeniesiona do Szpitala Powiatowego w Podhajcach, który dysponował 60 łóżkami. Nosiła tam imię siostra Zuzanna. 15 sierpnia 1897 złożyła pierwsze śluby zakonne, po których napisała do rodziców list stwierdzając:

Co dotyczy mnie, to nie jestem w stanie opisać mojego szczęścia. Chętnie chciałabym wam to Najdrożsi Rodzice, opisać choć w kilku słowach: któż może pojąć to szczęście, większe niż wszystko na ziemi, by łączyć się z Oblubieńcem? Te kilka błogich słów o mnie wystarczy: Miły jest mój a ja cała Jego. Obym tylko jak najprędzej mogła złączyć się z Nim w niebie.

19 października 1899 decyzją przełożonej domu zakonnego została przeniesiona do pracy w szpitalu w Bochni (50 łóżek, 5 sióstr). Pewnego dnia podczas modlitwy miała wizję. Dostrzegła mistyczny krzyż, z którego wydobywały się promienie oraz usłyszała następujące słowa:

Znoś córko cierpliwie wszystkie oszczerstwa i posądzenia, pracuj dla swoich. Wkrótce zabiorę cię do Siebie…

Wkrótce po tym widzeniu została niesłusznie pomówiona przez jednego z pacjentów, który doniósł miejscowemu proboszczowi o jej niemoralnym prowadzeniu. Z tego powodu spotkało ją wiele nieprzyjemności oraz presja nieprzychylnego otoczenia. Prowadzone postępowanie wyjaśniające oraz stanowcza postawa przełożonej s. Marii Chabło SM sprawiły, że została oczyszczona z zarzutów.
Z woli wyższych przełożonych została wówczas przeniesiona 4 lipca 1902 do Śniatynia, gdzie pracowała w szpitalu miejskim. Przybrała wówczas imię Marta Maria, aby odróżnić się od innych posługujących tam sióstr: Marii Adamczak SM oraz Marty Binki SM. Spędzała dużo czasu w salach szpitalnych, służąc bezinteresownie chorym i cierpiącym w wincentyńskim duchu pokory, prostoty i miłości. Ponadto w codziennej służbie uwidoczniły się jej szczególne dary, np. przepowiadanie przyszłości. Jedna ze współsióstr z nią pracujących tak ją wspominała:

W szpitalu w Śniatynie miała swój oddział w pobliżu kaplicy, toteż często choć na moment tam się udawała, by oddać cześć swemu Boskiemu Oblubieńcowi i błogosławieństwo Boże sobie na swe prace wypraszała. W niedzielę, zaspokoiwszy z macierzyńską dobrocią potrzeby chorych, mawiała: Ja teraz idę na Drogę Krzyżową do kaplicy, może by kto z was poszedł też ze mną. Pan Jezus tyle cierpiał za nas, a my tak mało o tym myślimy.

Posiadała umiejętność przekonywania ludzi do wyboru wiary katolickiej. Szczególną troską otaczała Żydów, okazując im wiele współczucia oraz przedstawiając argumenty, które skłaniały ich do porzucenia własnego wyznania i przejścia na katolicyzm. Pod nieobecność lekarza pomogła ona pewnemu rabinowi w złożeniu i usztywnieniu złamanej nogi, który po opuszczeniu szpitala wyraził jej za to swoją wdzięczność. 
Podczas pracy nad dezynfekcją izolatki szpitalnej po chorej na tyfus plamisty w 1904 została zarażona tą chorobą, w wyniku której zaatakowała ją wysoka gorączka, a następnie zapalenie płuc. 27 maja 1904 przybył do Śniatynia brat Marty, ks. Jan Wiecki, który udzielił jej ostatniej Komunii świętej. Zmarła trzy dni później (30 maja) leżąc na łóżku szpitalnym w obecności modlących się chorych, trzymając w ręku gromnicę. Mszę żałobną odprawił jej brat ks. Jan Wiecki. Pogrzeb przemienił się w wielką manifestację, będącą wyrazem wdzięczności mieszkańców Śniatynia. Zgodnie ze swoją wolą została pochowana na miejscowym cmentarzu obok figurki św. Jana Nepomucena, swojego patrona. Przy jej grobie modlili się katolicy, unici, ormianie, prawosławni, a nawet Żydzi nazywając ją matuszką lub mateczką.

## Publikacje
Zebrano jej listy oraz modlitwy, wydając je w następującej pozycji:
- Marta Wiecka (red. Władysław Bomba, Adolfina Dzierżak, Józefa Wątroba): Listy i modlitwy bł. Marty Wieckiej. Kraków: Wydawnictwo Instytutu Teologicznego Księży Misjonarzy, 2008. ISBN 978-83-7216-676-0. OCLC 749732446. Brak numerów stron w książce

## Proces beatyfikacji
Z inicjatywy sióstr miłosierdzia przekonanych o świątobliwości jej życia podjęto próbę wyniesienia jej na ołtarze. 27 kwietnia 1990 wyjechała do Śniatyna delegacja kościelna, której celem było stwierdzenie istniejącego kultu. W pozostawionym protokole, członkowie komisji (dwaj księża misjonarze i dwie siostry miłosierdzia) potwierdzili żywotność tego kultu. Na tej podstawie 9 października 1997 Stolica Apostolska wydała zgodę tzw. Nihil obstat na rozpoczęcie procesu jej beatyfikacji. Proces diecezjalny odbył się w okresie od 16 października 1997 do 30 czerwca 1998, po czym 9 kwietnia 1999 Kongregacja Spraw Kanonizacyjnych w Rzymie wydała dekret o ważności tego postępowania. Odtąd przysługiwał jej tytuł Służebnicy Bożej. W 2001 złożono tzw. positio wymagane w dalszej procedurze beatyfikacyjnej. Po odbytym 11 maja 2004 posiedzeniu konsultorów teologicznych oraz 5 października tegoż roku sesji kardynałów i biskupów Kongregacji Spraw Kanonizacyjnych, papież św. Jan Paweł II wydał zgodę na promulgowanie 20 grudnia 2004 dekretu o heroiczności jej cnót. Odtąd przysługiwał jej tytuł Czcigodnej Służebnicy Bożej. Postulatorem generalnym mianowano ks. Shijo Kanjirathamkunnela CM.
Do beatyfikacji potrzebny był cud za jej wstawiennictwem, jakim okazało się cudowne wyleczenie mieszkańca Słubic Bronisława Kohna z choroby raka prostaty. Został on wybrany do procesu spośród 270 różnych łask zgłoszonych z różnych stron Polski i z zagranicy. Opis tych łask znajduje się w Archiwum Sióstr Miłosierdzia Prowincji Krakowskiej. Po odbytej 5 czerwca 2007 sesji kardynałów i biskupów papież Benedykt XVI, 6 lipca 2007 upoważnił Kongregację Spraw Kanonizacyjnych do zatwierdzenia dekretu dotyczącego cudu uzyskanego przez jej wstawiennictwo.   
24 maja 2008 we Lwowie w Parku kultury im. Bohdana Chmielnickiego uroczystą mszą świętą, której przewodniczył sekretarz stanu Stolicy Apostolskiej kard. Tarcisio Bertone z udziałem m.in. kard. Stanisława Dziwisza i przełożonej generalnej sióstr szarytek s. Evelyn Franc SM odbyła się ceremonia jej beatyfikacji.
Jej wspomnienie liturgiczne w Kościele katolickim wyznaczono na 30 maja (dies natalis) .

## Upamiętnienie
- Od 31 maja 2007 Publiczna Szkoła Podstawowa w Szczodrowie nosi jej imię[14][15]
- W 2008 nakręcono film dokumentalny w reżyserii Krzysztofa Żurowskiego pt. Marta Wiecka. Wybij Szyba poświęcony historii jej życia[16]
- Z inicjatywy dyrekcji szpitala, w 2010 podczas sesji Rady Powiatu w Bochni nadano miejscowemu szpitalowi jej imię[17].
- W miejscu jej urodzenia w Nowym Wiecu biskup pomocniczy diecezji pelplińskiej Wiesław Śmigiel poświęcił 30 maja 2013 figurę Marty Wieckiej autorstwa Piotra Tyborskiego ze Skórcza, która stanęła obok czczonej przez nią figury św. Jana Nepomucena[18]
- W Nowym Wiecu koło Skarszew od 2009 promocją i jej kultem zajęły się panie zrzeszone w Kole gospodyń wiejskich[19]. Z ich inicjatywy zrodził się pomysł założenia Katolickiego Stowarzyszenia Błogosławionej Siostry Marty Wieckiej, którego celem jest szerzenie kultu i pogłębianie wiedzy na temat cnót i wartości[19]. Biskup pelpliński Ryszard Kasyna dekretem wydanym 8 grudnia 2014 przychylił się do próśb o zatwierdzenie tego Stowarzyszenia, którego asystentem kościelnym został ks. Kamil Sobiech, wikariusz parafii św. Marcina w Starej Kiszewie[19].
- We wsi Onyskowo, niedaleko Odessy, 24 września 2016 została konsekrowana przez biskupa diecezji odesko-symferopolskiej Bronisława Bernackiego pierwsza kaplica na Ukrainie pw. bł. Marty Wieckiej zbudowana dzięki staraniom proboszcza Jana Trzopa CM[20].